# Route M18 (Ukraine)
La route M18 est une route magistrale reliant Kharkiv à Yalta au sud de la Crimée.

## Description
Le tronçon de Novomoskovsk à Yalta fait partie de la route européenne 105.
La route est un itinéraire alternatif de la route M29 parallèle entre Kharkiv et Novomoskovsk.

## Tracé
| Km                       | Agglomérations    | Carte interactive |
| Oblast de Kharkiv        | Oblast de Kharkiv |                   |
| ------------------------ | ----------------- | ----------------- |
| 0 km                     | Kharkiv           |                   |
|                          | Merefa            |                   |
|                          | Nova Vodolaha     |                   |
| 108 km                   | Krasnohrad        |                   |
| Oblast de Dnipropetrovsk |                   |                   |
| 152 km                   | Perechtchepyne    |                   |
|                          | Houbynykha        |                   |
|                          | Novomoskovsk      |                   |
| Oblast de Zaporojie      |                   |                   |
|                          | Mykhaïlivka       |                   |
| 298 km                   | Zaporijjia        |                   |
|                          | Vassylivka        |                   |
|                          | Melitopol         |                   |
| Oblast de Kherson        |                   |                   |
|                          | Novooleksiïvka    |                   |
| Crimée                   |                   |                   |
|                          | Djankoï           |                   |
|                          | Krasnohvardiïske  |                   |
|                          | Hvardiïske        |                   |
|                          | Simferopol        |                   |
|                          | Alouchta          |                   |
|                          | Hourzouf          |                   |
| 682,6 km                 | Yalta             |                   |

## Galerie

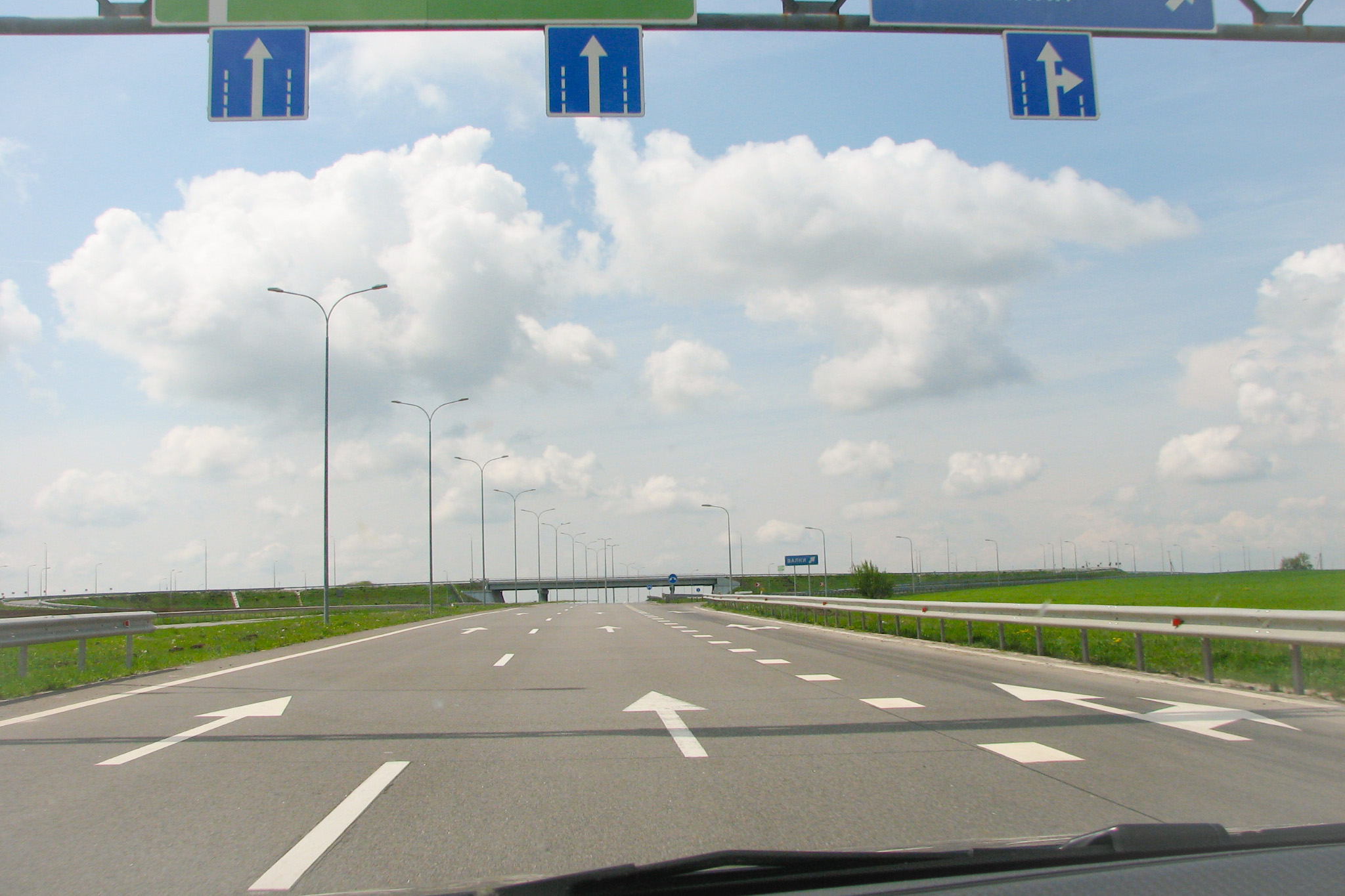
Échangeur M18-M29.